# Maria Speranza
Maria Speranza (Turín, 4 de enero de 1949) es una botánica, taxónoma, conservadora, y exploradora italiana.

## Carrera
En 1971, obtuvo la licenciatura en Ciencias Naturales por la Universidad de Bolonia, 110/110 cum laude.
Desde 1984, desarrolla actividades académicas y científicas en la Universidad de Bolonia.

## Algunas publicaciones
- s. Marzetti, m. Disegna, g. Villani, maria Speranza. 2011. Conservation and recreational values from semi-natural grasslands for visitors to two Italian parks. «J. of Environmental Planning & Management 54: 169 - 191.
- maria Speranza, l. Ferroni, g. Pritoni. 2010. Dal monitoraggio di un intervento pilota al protocollo operativo per la realizzazione della copertura vegetale di dune costiere. «Studi Costieri» 17: 179 - 194.
- -------------, -----------, ----------, a. Monti. 2010. THE “FOCE BEVANO” SITE (RAVENNA, ITALY): DUNE RESTORATION AND MONITORING, en: Il monitoraggio costiero mediterraneo - problematiche e tecniche di misura, FIRENZE, CNR-IBIMET, p. 33 - 40 (actas de Terzo Simposio "Il Monitoraggio Costiero Mediterraneo - problematiche e tecniche di misura", Livorno, junio 15-17 2010)
- -------------, j. Wierzchos1, j. Alonso, l. Bettucci, a. Martín-González, c. Ascaso. 2010. Traditional and new microscopy techniques applied to the study of microscopic fungi included in amber. Microscopy: Sci. Technology, Applications & Education A. Méndez-Vilas & J. Díaz (eds.) 1135 - 1145
- f. Ferranti, r. Beunen, m. Speranza. 2010. Natura 2000 Network: A Comparison of the Italian and Dutch Implementation Experiences. «J. of Enviromental Policy & Planning 12 (3): 293 - 314.
- c. Ascaso, j. Wierzchos, maria Speranza, j.c. Gutiérrez, a. Martín, j. Alonso. 2005. Fossil protists and fungi amber and rock substrates. Micropaleontology 511: 59 - 72.

### Cap. de libros
- g. Puppi, maria Speranza, d. Ubaldi, a.l. Zanotti. 2010. Carta delle serie di Vegetazione dell'Emilia-Romagna, en: La Vegetazione d'Italia con Carte delle serie di vegetazione in scala 1:500.000, ROMA, Palombi & Partner, p. 181 - 203.
- maria Speranza. 2010. Capitolo 8. Conservazione ex situ e restoration ecology, en: La conservazione ex situ LA CONSERVAZIONE EX SITU DELLA BIODIVERSITA' DELLE SPECIE VEGETALI SPONTANEE E COLTIVATE IN ITALIA. Stato dell'arte, criticità e azioni da compiere., ROMA, ISPRA - Manuali e Linee Guida, p. 72 - 75.
- --------------, l. Ferroni, g. Pritoni. 2009. Capitolo 3 - L'intervento di vegetalizzazione della duna, in: FOCE BEVANO: L'AREA NATURALE PROTETTA E L'INTERVENTO DI SALVAGUARDIA., BOLOGNA, Regione Emilia-Romagna, 2009, pp. 26 - 28 [capitolo di libro]
- --------------, -----------, -------------. 2009. Capitolo 5.3 - La copertura vegetale, en: FOCE BEVANO: L'AREA NATURALE PROTETTA E L'INTERVENTO DI SALVAGUARDIA., BOLOGNA, Regione Emilia Romagna, p. 39 - 40.
- n. Merloni, maria Speranza. 2009. Capitolo 1.3 - La biodiversità: le specie vegetali, en: FOCE BEVANO: L'AREA NATURALE PROTETTA E L'INTERVENTO DI SALVAGUARDIA, BOLOGNA, Regione Emilia-Romagna, p. 10 - 11.

## Membresías
- Società Botanica Italiana.[4]